# Salzburgwiki
Das Salzburgwiki ist eine offene Plattform in Form eines Wikis, das Informationen mit Salzburgbezug sammelt. Das Wiki fokussiert auf das österreichische Bundesland Salzburg sowie auf die nähere Umgebung in Tirol, Oberbayern, Oberösterreich und dem Salzkammergut, sofern historisch oder gegenwärtig ein sachlicher Bezug zum Land Salzburg vorliegt. Die Texte werden in einer Creative-Commons-Lizenz (CC BY-NC-SA) der Allgemeinheit zur Verfügung gestellt, wobei die Einschränkung darin besteht, dass deren Weitergabe eine kommerzielle Nutzung ausschließt. Die hochgeladenen Bilder sind zum Teil auf dem Server des Salzburgwiki gespeichert und zum kleineren Teil auch aus Wikimedia Commons eingebunden. Wobei bei den Fotos verschiedene Lizenzen von freien Lizenzen auf Commons bis zu einer Verwendung, die nur die Verwendung auf dem Salzburgwiki erlaubt, vorhanden sind. Formal lehnt sich das Salzburgwiki eng an die Wikipedia an und läuft auf einem MediaWiki-System.
Träger ist die österreichische Tageszeitung Salzburger Nachrichten (Salzburger Nachrichten Medien GmbH & Co. KG).
Das Salzburgwiki ist, gemessen an der Zahl der Artikel, das zweitgrößte deutschsprachige Regiowiki.
Die Anzahl der aktiven Mitarbeiter belief sich im Jänner 2025 bei etwa 5.700 registrierten Benutzern auf 28 Personen während der vorhergehenden 30 Tage.